# 山东外贸职业学院
山东外贸职业学院，是中国1964年成立的山东省管辖的公办专科高校，校址位于中华人民共和国山东省青岛市李沧区。山东外贸职业学院侧重于以“外语”和“外贸”为主的职业教育，积极与相关企业进行生产实践合作，与多地政府部门合作进行外贸职业培训，是商务部授权的中国援外培训项目承办机构。

## 历史沿革
山东外贸职业学院起源于于1964年创建的山东省对外经济贸易学校和于1984年创建的山东省对外经济贸易职工大学。后历经多次河北升格于2002年由山东对外经济贸易职工大学和山东对外经济贸易学校合并升格为山东外贸职业学院。2014年至2015年，逐渐有山东省商务技校、山东省服务外包泰安基地、山东省商务厅培训中心、山东省服务外包青岛基地并入学院形成现今建制。

## 校区
学校现有两个校区：
- 北校区 地址：山东省青岛市李沧区巨峰路201号。
- 南校区 地址：山东省青岛市市南区江西路62号。[9]

## 系部设置
学院设有6个系和3个部。
- 国际贸易系
- 财会金融系
- 商务外语系
- 经济管理系
- 信息管理系
- 国际运输与物流系
- 公共英语部
- 基础教学部
- 思想政治理论教学部